# 티튀스 더 포흐트
티튀스 더 포흐트(네덜란드어: Titus De Voogdt, 1979년 7월 4일~)는 벨기에의 배우이다. 헨트 출신으로 영국 BBC의 텔레비전 드라마 《더 미씽》에서 빈센트 보그 역으로 출연하였다.